# ブルー (ボーカルグループ)

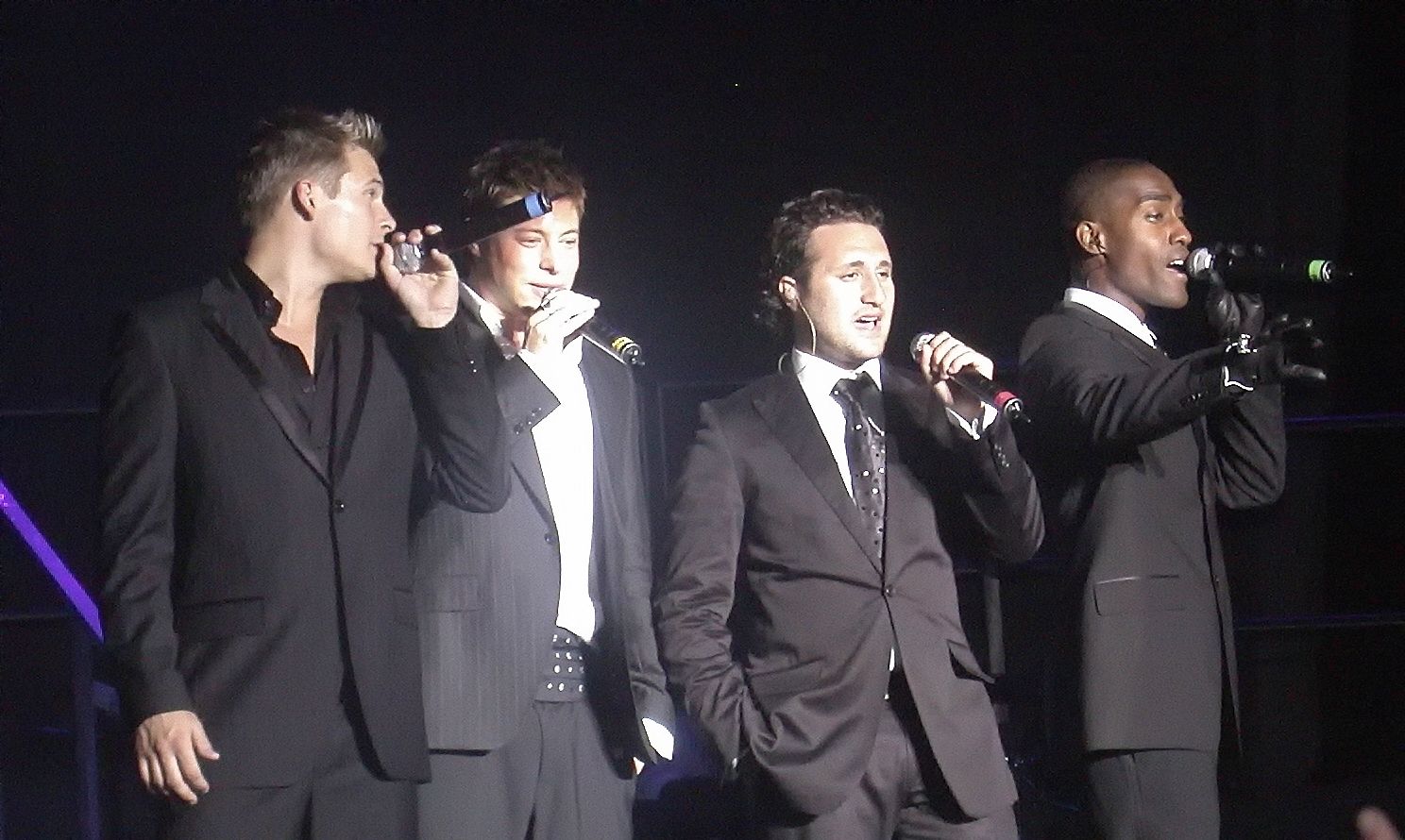
2005年、イタリアでのコンサート

Blue（ブルー）はイギリス出身の男性4人組R&Bグループ。ロンドンを拠点に活躍。全世界で700万枚のアルバムと400万枚のシングルを売り上げる。2001年5月にデビュー。日本でのレコード会社は東芝EMI。

## 経歴
2001年5月、シングル『All Rise（オール・ライズ）』でデビュー。UKチャート4位に初登場し、5週連続トップを飾る。のち、デビューアルバム『All Rise（オール・ライズ）』をリリース。イギリスではダブル・プラチナを獲得。周囲からの評価も高く、「スマッシュ・ヒッツ・アワード」の「ベスト・ニュー・カマー賞（最優秀新人賞）」や、サン紙の「ビザール・ポール」での「ニュー・カマー賞」、デイリイ・スター紙が選ぶ「ホット・ポール」の「ベスト・バンド賞」、ペプシ・チャートの「ピープルズ・チョイス・アウォゥズ」の「ベスト・ニュー・カマー賞」など、数々の賞を獲得。
2002年、ブリット・アワードの2部門にノミネートされ、ブリティッシュ・ニュー・カマー賞を受賞。3月には「キャピタルFM・アワード」で、3つの賞「ベスト・シングル賞（If You Come Back）」、「ベスト・ニュー・カマー賞」、「ベスト・ポップ・アクト賞」を受賞。6月にエリザベス女王即位50周年イベントとなる「Queen's Jubilee」にQueenら有名アーチストと出演。11月にはセコンド・アルバム『One Love』を発表（日本では、2003年1月16日発売）。このアルバムでエルトン・ジョンとの共演をはたす。リリースしたのち、彼らは、グループ結成以来初の本格ツアーを開催。全英及びアイルランドのアリーナ級のビッグな会場を巡る超大規模なツアーとなる。そしてこの年、ヒイト・マガジン誌、ホット・スターズ・マガジン誌、及びデイリー・スター紙の年末投票で、それぞれ“ベスト・グループ”の栄誉ある賞を獲得。
2003年11月（日本は10月29日）、3枚目のアルバム『GUILTY』をリリース。日本版のボーナス・トラックには槇原敬之が書き下ろした曲『THE GIFT（ギフト）』を収録。
2004年に入り、ソロ活動が忙しくなった事などから、グループ活動の休止を発表。11月にはベスト・アルバムや同名ベストDVD『BEST OF BLUE』をリリース。
2005年の3月と4月にはUKアリーナ・ツアーも予定されたが、メンバーのリー・ライアンにドクターストップがかかりキャンセルとなった。その後解散。
メンバーのソロ活動としては、グループ活動休止前の2004年中にダンカンがいち早くシングルをリリース。2005年にはリーが「Lee Ryan」とサイモンが「SANCTUARY」をそれぞれアルバムを発表し、2006年にはダンカンが「FUTURE PAST」とアントニーが「Heart Full Of Soul」をリリースした。またアントニーは、リアリティ・サバイバル番組「おれはセレブなんだ、こっから出してくれ」に出演した。
日本ではアルバム『ONE LOVE』が35万枚という大ヒットを記録したほか、'04年のジャパン・ツアーは各地で大盛況と人気を見せ付けた。

## 再結成
2009年4月に新しくレーベル契約を結び再結成を果たす。2011年1月にはユーロビジョン・ソング・コンテストにイギリス代表として出場することを発表した。再結成後に仕上げた"I Can"という曲でエントリーし、合計100ポイント、11位という結果だった。
2010年7月に再結成後初のアルバムの制作に取り掛かり、ブルーノ・マーズやニーヨなどと曲を仕上げているとインタビューで語った。
2013年にアルバム、「ルーレット」をリリースした。

## メンバー
- アントニー・コスタ (Antony Costa)

1981年6月23日生まれ。ミドルセックス州エッジウェア出身。身長175cm。
- ダンカン・ジェイムス (Duncan James)

1979年4月7日生まれ。ウィルツ州ソールズベリー出身。身長180cm。
- リー・ライアン (Lee Ryan)

1983年6月17日生まれ。ケント州チャタム出身。身長180cm。
- サイモン・ウェブ (Simon Webbe)

1979年3月30日生まれ。マンチェスター出身。身長178cm。

## ディスコグラフィー

### アルバム
| 年                                        | タイトル | アルバム詳細                                                                                   | チャート最高位 | チャート最高位 | チャート最高位 | チャート最高位 | チャート最高位 | チャート最高位 | チャート最高位 | チャート最高位 | チャート最高位 | チャート最高位 | 認定                                                                             |
| 年                                        | タイトル | アルバム詳細                                                                                   | UK             | AUS            | AUT            | BEL            | GER            | IRE            | ITA            | JPN            | NZ             | SWI            | 認定                                                                             |
| ----------------------------------------- | -------- | ---------------------------------------------------------------------------------------------- | -------------- | -------------- | -------------- | -------------- | -------------- | -------------- | -------------- | -------------- | -------------- | -------------- | -------------------------------------------------------------------------------- |
| 2001                                      | All Rise | - 発売日: 2001年11月26日 - レーベル: Innocent - フォーマット: CD, cassette - 全英売上: 120万枚 | 1              | 31             | —              | 4              | 68             | 5              | —              | 218            | 2              | —              | - UK: 4× プラチナ - AUS: ゴールド - DEN: ゴールド - NZ: 2× プラチナ              |
| 2002                                      | One Love | - 発売日: 2002年11月4日 - レーベル: Innocent - フォーマット: CD, cassette - 全英売上: 120万枚  | 1              | 61             | 19             | 23             | 15             | 5              | 10             | 9              | 21             | 31             | - UK: 4× プラチナ - GER: ゴールド - ITA: ゴールド - NZ: ゴールド - SWI: ゴールド |
| 2003                                      | Guilty   | - 発売日: 2003年11月3日 - レーベル: Innocent - フォーマット: CD, cassette - 全英売上: 60万枚   | 1              | 93             | 13             | 24             | 8              | 9              | 7              | 4              | 25             | 12             | - UK: 2× プラチナ - GER: ゴールド - ITA: 2× プラチナ - SWI: ゴールド             |
| 2013                                      | Roulette | - 発売日: 2013年4月28日 - レーベル: Blueworld, Island - フォーマット: CD, digital download     | 13             | —              | 30             | —              | 14             | 90             | 32             | 192            | —              | 31             |                                                                                  |
| 2015                                      | Colours  | - 発売日: 2015年3月6日 - レーベル: Sony - フォーマット: CD, digital download                   | 13             | —              | —              | —              | —              | —              | —              | 96             | —              | —              |                                                                                  |
| "—"は未発売またはチャート圏外を意味する。 |          |                                                                                                |                |                |                |                |                |                |                |                |                |                |                                                                                  |

### シングル
1. "All Rise"（2001/05/21）
2. "Too Close"（2001/08/17）
3. "If You Come Back"（2001/11/26）
4. "Fly By II"（2002/03/18）
5. "One Love"（2002/10/19、国内版2002/10/30）
6. "Sorry Seems To Be The Hardest Word（悲しみのバラード）" feat. Elton John（2002/12/10）
  - 日本版"Sorry Seems To Be The Hardest Word（悲しみのバラード）／If You Come Back"（2003/01/16）
7. "U Make Me Wanna"（2003/03/29）
8. "Guilty"（2003/10/18、国内版2003/10/29）
9. "Signed, Sealed, Delivered I'm Yours（涙をとどけて）" feat. Stevie Wonder & Angie Stone（2003/11/28）
  - 日本版"THE GIFT（ギフト）／Signed, Sealed, Delivered, I'm Yours（涙をとどけて）"（2003/12/27）
10. "Breathe Easy"（2004/03/22、国内盤2004/03/31）
11. "Bubblin'"（2004/06/28、国内版2004/07/07）
12. "Curtain Falls"（2004/11/28、国内版2004/11/15）
13. "Get Down On It" feat. KOOL & THE GANG and LIL'KIM （2005/02/02）
14. "I Can" (2011/05/01)
15. "Hurt Lovers (2013/01/15)
16. "Black Box (2013)

### DVD/ビデオ
1. "A Year In The Life Of"（2003/01/29）
2. "One Love Live Tour"（2003/05/08、国内版2003/07/16）
3. "Close To Blue"（2003/12/15）
4. "Guilty Live From Wembley"（2004/04/28）
5. "Best Of Blue"（2004/12/15）

### ソロ
ダンカン・ジェイムス
1. シングル "I Believe My Heart" <ダンカン・ジェイムス&キーディー> （2004/12/15）
2. アルバム "Future Past" （2006/06/12、国内版2006/06/07）

リー・ライアン
1. アルバム"Lee Ryan"（2005/09/21）

サイモン・ウエッブ
1. アルバム"Sanctuary"（2005/11/02）
2. アルバム"Grace" (2006/11/13)

アントニー・コスタ
1. アルバム"Heart Full Of Soul"

## 来日公演
- BLUE JAPAN TOUR 2004
  - 2004年2月6日、東京国際フォーラム ホールA
  - 2004年2月7日、東京国際フォーラム ホールA
  - 2004年2月9日、名古屋市公会堂
  - 2004年2月16日、大阪厚生年金会館大ホール
  - 2004年2月17日、大阪厚生年金会館大ホール
  - 2004年2月18日、大阪厚生年金会館大ホール
- BLUE JAPAN TOUR 2015
  - 2015年6月17日、新木場STUDIO COAST
  - 2015年6月18日、森ノ宮ピロティホール

## 書籍
- フィオナ・イングリス（ダンカン・ジェイムスの母親）

1. "二人ぼっち（Just The Two Of Us）"（2004/01/16）